# Ivanacara
Genre
Ivanacara est un genre de poissons sud-américains de la famille des Cichlidae.

## Classification
Le genre Ivanacara a été séparé du genre Nannacara en 2006, à la suite de la constatation de différences notables entre certaines espèces de Nannacara d'après les recherches d’Uwe Römer (d) et Ingo Hahn (d) résumée dans un atlas des Cichlidae, la séparation n'étant pas encore acceptée partout, les sites recensant les espèces de poissons ont tendance à faire de Nannacara et Ivanacara des synonymes,, alors qu'une recherche phylogénétique semble faire la distinction entre ces deux genres.

## Liste d'espèces
Selon BioLib (22 février 2021) :
- Ivanacara adoketa (Kullander & Prada-Pedreros, 1993)
- Ivanacara bimaculata (Eigenmann, 1912)